# Cénotaphe d'Alamo
Pour les articles homonymes, voir Alamo.
Le Cénotaphe d'Alamo (en anglais Alamo Cenotaph, aussi connu sous le nom de Spirit of Sacrifice), est un monument dans le quartier historique d'Alamo Plaza à San Antonio dans l'État du Texas, aux États-Unis. Le cénotaphe commémore le siège de Fort Alamo combattu à la mission Alamo adjacente au monument.
Le monument a été érigé à l'occasion du centenaire de la bataille et porte les noms de ceux qui sont connus pour avoir combattu du côté texan. Le sculpteur principal du cénotaphe est Pompeo Coppini (en), un sculpteur italien naturalisé américain.
L'inscription sur la base du monument est : Erected in Memory of the Heroes who sacrificed their lives at the Alamo, March 6, 1836 in the defense of Texas, 'They chose never to surrender nor retreat, these brave hearts with flag still proudly waving perished in the flames of immortality that their high sacrifice might lead to the founding on this Texas. ( Érigés en mémoire des héros qui ont sacrifié leur vie à Alamo, le 6 mars 1836 pour la défense du Texas, `` Ils ont choisi de ne jamais se rendre ni se retirer, ces braves cœurs au drapeau toujours fièrement agitant périt dans les flammes de l'immortalité pour que leur grand sacrifice puisse conduire à la fondation de ce Texas) .

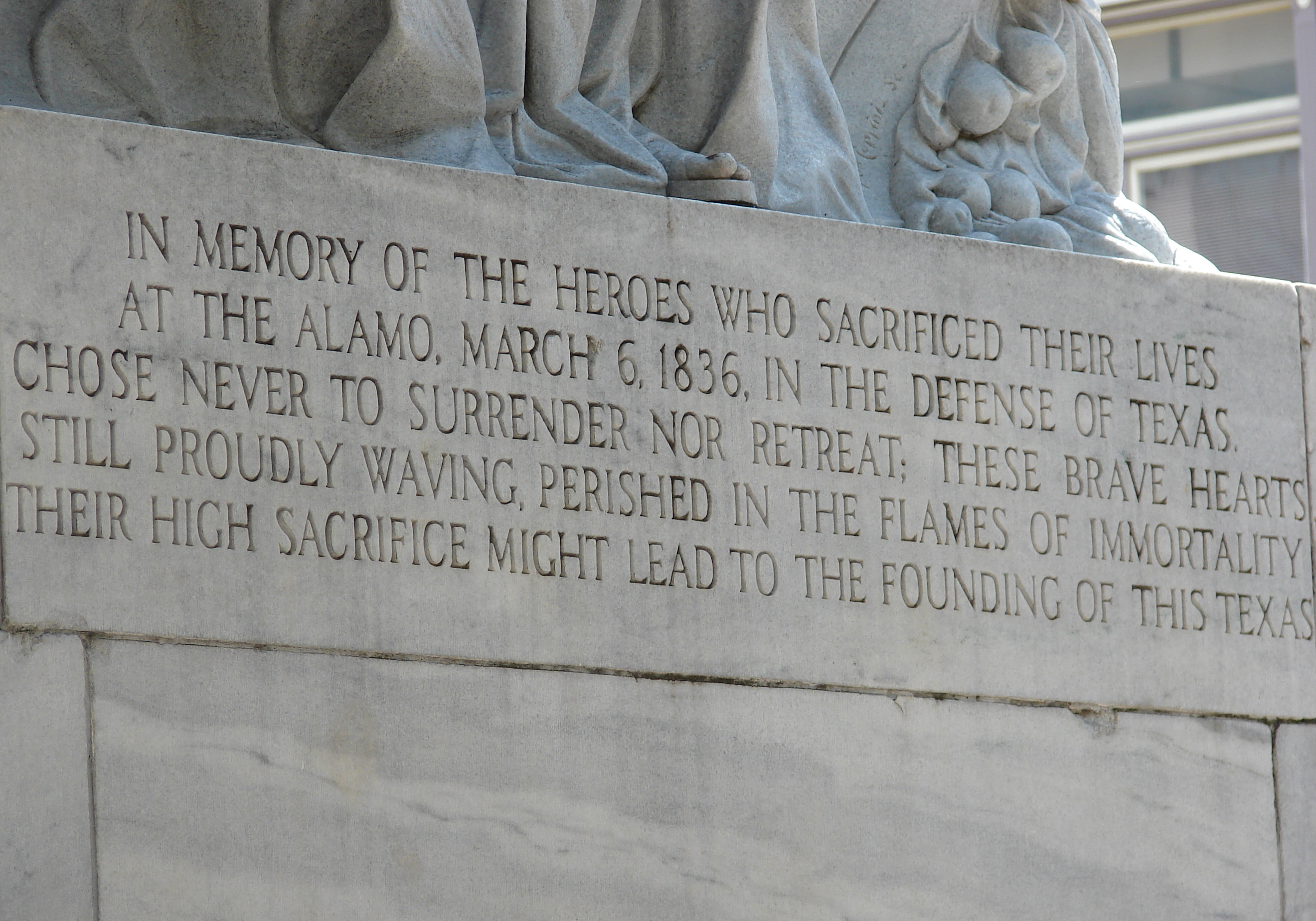
Inscription sur la base du cénotaphe.